# Lok (musikgrupp)
Lok (oftast skrivet LOK) är en svensk nu metal-grupp från Partille utanför Göteborg som var verksam 1995–2002. I januari 2019 meddelade medlemmarna att de börjat repa tillsammans och att de skulle spela på några festivaler under sommaren samma år. Detta för att fira 20-årsjubileet av utgivningen av debutalbumet Naken, blästrad och skitsur. De har även gjort en egen öl som de kallar för Naken, blästrad och skitsour.

## Historia

### Början
Bandet bildades sommaren 1995, av medlemmarna Martin Westerstrand, Thomas Brandt, Daniel Cordero och Johan Reivén. Konceptet var hård musik med svenska texter. Namnet LOK kom ur Martins tanke om att bandet var "tungt, kompromisslöst och totalt överkörande". Bandet uppmärksammades för första gången då de 1995 medverkade i rockbandstävlingen Partillerocken, vilken man också vann. Priset var att spela in en egen CD-skiva. Skivan fick namnet Ord och inga visor och innehöll sex låtar. EPs trycktes i 500 exemplar. Bandet vann 1996 även "Rockslaget", en stor rockbandstävling i Göteborg.

### Skivkontrakt
1997 fick LOK skivkontrakt med Stockholm Records. Debutalbumet Naken, blästrad och skitsur spelades in i början av 1998 men släpptes först januari 1999. Innan dess hann dock bandet med att slå igenom. I juni 98 släpptes debutsingeln "Lokpest" och Lok spelade på Hultsfredsfestivalens minsta scen "Stora dansbanan". 
På hösten 1998 släpptes andrasingeln "LOK står när de andra faller", som lyckades ta sig in på Voxpops andraplats. Snart därpå släpptes debutalbumet som med tredje singeln "Skrubbsår" nådde Voxpops förstaplats. LOK tilldelades senare under året en Grammis för "Bästa hårdrock".

### Fler album
Efter konstant turnerande började bandet i slutet av 1999 att spela in albumet Sunk 500, som när det släpptes i mars 2000 nådde en elfteplats på den svenska albumlistan. Hösten 2001 spelades tredje albumet Ut ur discot och in i verkligheten in. Denna gång åkte bandet till Malmö för att jobba i Tambourine Studios med Per Sunding som medproducent. Första singeln "Sug min" släpptes den 2 april 2002. Efter albumsläppet gav sig bandet ut på en sista kort Sverigeturné. Bandet lades ned augusti 2002 och släppte därefter ett livealbum, Blästrad Levande, inspelad på sista Göteborgsspelningen den 14 aug 2002.

### Efter LOK
Sångaren Martin Westerstrand och basisten Daniel Cordero, tillsammans med gitarristen Max Flövik och trummisen Ian-Paolo Lira, startade 2004 bandet Rallypack, som 2006 blev Lillasyster. Lillasyster spelar fortfarande LOK-låtar under sina turnéer. Lillasyster släppte ett debutalbum i maj år 2007 som fick namnet Hjärndöd musik för en hjärndöd generation. 
Johan Reivén och Thomas Brandt bildade punk-/proggbandet Kneget som 2004 släppte en sexspårs EP, Moderna Vandaler. Kneget lades ned 2006.
2016 släppte Reivén EP:n Ingen Förmildrande Omständighet under namnet Ufofolket. På skivan återfinns Thomas Brandt på gitarr.

### Återfödelsen
Den 21 januari 2019 började LOK lägga ut subtila videor på sin Facebook-sida om att något ska komma, lagom till Naken, blästrad och skitsur 20-årsjubileum. Den 27 januari tillkännagav bandet följande: "Idag 27/1 2019 återföddes LOK efter 17 år i total dvala och tystnad. Med syfte att välta berg och leverera tunga smockor på en livescen nära dig."

## Medlemmar
- Martin Westerstrand – sång
- Thomas Brandt – gitarr
- Daniel Cordero – basgitarr
- Johan Reivén – trummor

## Diskografi

### Studioalbum
- Naken, blästrad och skitsur (1999)
- Sunk 500 (2000)
- Ut ur diskot och in i verkligheten (2002)

### Livealbum
- Blästrad levande  (2003)
- Uppväckt, Skrubbad och Gubbsur (2022)

### EP
- Ord och inga visor (1997)

### Singlar
- 1998: "Lokpest"
- 1998: "LOK står när de andra faller"
- 1999: "Skrubbsår"
- 1999: "Ensam gud"
- 2000: "Stänkskärmar och sprit"
- 2000: "Bedragaren i Murmansk"
- 2001: "Staden Göteborg" med Hardcore Superstar (musikvideo)
- 2002: "Sug min"
- 2002: "Pyromandåd i ponnyslakteriet"